# Darko Milanič
Darko Milanič (Izola, 18 de dezembro de 1967) é um ex-futebolista profissional e atualmente treinador esloveno.
Foi um dos cinco futebolistas da seleção eslovena que antes defenderam também a seleção iugoslava,[carece de fontes?] o que fez mesmo após a independência da Eslovênia, em 1991. Jogava na equipe sérvia do Partizan e fora convocado à Eurocopa 1992 ao lado de outro esloveno do mesmo clube, Džoni Novak. A Iugoslávia, porém, terminou banida da competição a menos de duas semanas da estreia, embargada pela ONU emn função da guerra civil do país, sendo substituída pela futura campeã Dinamarca. Milanič estreou pela Eslovênia ainda em 1992, em novembro, e pelo novo país viria a disputar a Eurocopa na edição 2000, quando se despediu da seleção.[carece de fontes?]